# Związek Biednych Chłopów
Związek Biednych Chłopów (ukr. Спілка бідних хліборобів) – tajna organizacja anarchistyczna, działająca w latach 1905-1908 w rejonie Hulajpola na Ukrainie.

## Historia
W trakcie rewolucji 1905 na terytorium Ukrainy nastąpił wzrost aktywności ruchów anarchistycznych. W największych miastach organizowano strajki oraz tworzono sowiety, a radykalne ugrupowania, takie jak Czarny Sztandar, podejmowały działania terrorystyczne wymierzone w Imperium Rosyjskie. Po klęsce rewolucji i wprowadzeniu reform przez premiera Piotra Stołypina, anarchiści z miejscowości Hulajpole na południu Ukrainy skupili się na walce zbrojnej przeciwko carskiej policji, uznając ją za priorytet.
W 1906 nauczyciel pochodzenia czesko-ukraińskiego, Woldemar Antoni (pseudonim Zaratustra, syn socjalisty, robotnika, wychowany od dziecka w atmosferze konspiracji antykapitalistycznej), rozpoczął w Hulajpolu działalność propagującą idee anarchizmu wśród swoich byłych kolegów szkolnych. Zainicjował powstanie lokalnej grupy anarchokomunistycznej – Związku Biednych Chłopów. Organizacja liczyła około dwunastu członków, głównie pochodzenia chłopskiego. Nowi członkowie przechodzili okres próbny, obejmujący szkolenie polityczne. Do grupy dołączył również Ołeksandr Semeniuta – miejscowy chłop ukrywający się przed poborem do armii – który został głównym dostawcą uzbrojenia dla organizacji.
Organizacja liczyła około pięćdziesięciu stałych członków i kilkuset sympatyków. Zajmowali się początkowo kolportażem anarchistycznych ulotek i odezw wśród ludności. W 1905 członkiem Związku Biednych Chłopów został Nestor Machno (w pierwszej akcji brał udział w 1906). Z uwagi na brak środków finansowych na bieżącą działalność (członkami były rzeczywiście osoby biedne lub skrajnie biedne) organizacja podejmowała zbrojne napady na lokalnych bogaczy, co nazywane było przez członków ekspropriacją.
W okresie od września 1906 do lipca 1908 Związek Biednych Chłopów prowadził zorganizowaną działalność zbrojną, obejmującą napady rabunkowe oraz zamachy na przedstawicieli lokalnych elit. Pierwszy udokumentowany napad miał miejsce 18 września (5 września według kalendarza juliańskiego) 1906. Celem był lokalny kupiec o nazwisku Pelszczyner. Trzej uzbrojeni członkowie organizacji otoczyli jego dom i zmusili go do wydania gotówki oraz kosztowności.
Drugi napad przeprowadzono 23 października (10 października według kalendarza juliańskiego) 1906. Grupa zrabowała 500 rubli od miejscowego poety narodowego, Hryćka Kernerenki. Zgromadzone środki zostały przeznaczone na zakup używanego hektografu, który umożliwił rozpoczęcie samodzielnego druku ulotek. W materiałach propagandowych krytykowano reformy premiera Piotra Stołypina oraz występowano przeciwko bogatym chłopom, tzw. kułakom.
Podczas ataków organizacji nie obywało się bez ofiar śmiertelnych. Broń kupowano zwykle w Czerniowcach na Bukowinie, skąd przywożono też literaturę rewolucyjną. Kuliste bomby odlewano nielegalnie w zakładach Kernera w Hulajpolu (napadli zresztą też na samego Borysa Kernera). W lipcu 1908 grupa została osłabiona, część członków zginęła, m.in. ranny brat Ołeksandra Semeniuty - Prokop strzelił sobie w głowę. Później zginął też Ołeksandr. 27 sierpnia 1908 grupa została ostatecznie zdemaskowana, 15 osób aresztowano, w tym Machno. Na wyrok czekali aż do marca 1910. Kary to śmierć (m.in. dla Machno), katorga, więzienie lub kolonie karne. Machno uniknął śmierci tylko dzięki fałszerstwu aktu urodzenia, z którego wynikało, że był niepełnoletni.